# 愛的練習語 (書籍)
《愛的練習語》（英語：Love Exercise）是臺灣藝人蔡依林撰寫的一本英文教學書，由金牌大風於2008年10月31日發行。書中結合教材、音樂專輯和互動光碟，供讀者在聆聽英文歌曲過程中學習英文用語。

## 簡介
蔡依林自輔仁大學英國語文學系畢業後，於2005年發行英文教學書《Jolin的24堂英文日記課》和《Jolin的6場單字派對》。2008年，她再度推出英文教學書《愛的練習語》，該書配有CD和CD-ROM互動光碟，由蔡依林親自錄製單字、片語和句型的發音，並翻唱十首英文歌曲，旨在協助讀者透過視聽方式學習和愛情相關的英語用語。

## 發行
2008年1月12日，媒體報導蔡依林已開始籌備新英文教學書，並表示該書將搭配新英文翻唱專輯發行。同月20日，百代音樂宣布該書將於同年2月14日開放預購，並於同年3月7日發行。同年2月29日，媒體指出因大中華區百代音樂內部人事異動，該書發行計畫被迫延後。
同年7月4日，媒體報導原定的宣傳檔期已錯過，蔡依林方面已通知百代音樂日後無法配合宣傳。同年8月3日，前百代音樂亞洲區總經理鄭東漢宣布收購百代音樂在大中華區的全部股份，包括台灣科藝百代、香港金牌娛樂及中國大陸步升大風，並將重組為金牌大風，原百代音樂大中華區旗下藝人合約將自動轉移至金牌大風。同月27日，媒體報導該書預計於同年9月至10月間發行。
同年10月14日，金牌大風宣布該書將於同月17日開放預購，並於同月31日發行。截至同年12月31日，該書在未進行實質宣傳情況下於臺灣售出逾三萬張。

## 目錄
1. Love, Opening
2. 邂逅
3. 熱戀
4. 我想念你
5. Women's Talk
6. 慾望交織
7. 默契
8. 分手 陣痛中
9. 原諒與釋懷